# Opisthoxia formosantata
Opisthoxia formosantata är en fjärilsart som beskrevs av Achille Guenée 1858. Opisthoxia formosantata ingår i släktet Opisthoxia och familjen mätare. Inga underarter finns listade i Catalogue of Life.